# 拔貢
拔貢是清政府沿袭明代制度，选举貢生的制度。清制，由各省學臣於通省生員內進行考試，在考取一、二等之生員內遴選文行兼優者拔入太學，送國子監，稱之拔貢。
清兵入关后，清廷因急需人才，于順治元年(1644年)十一月廷试贡生。时順天府特贡六人，各府学贡二人，州、縣學各一人。次年三月，清廷正式举行贡生廷试，并形成制度。初定十二年举办一次，以一省计，则大省六人，中省四人，小省二人。康熙十一年(1672年)始選拔八旗生員。後因各省選貢多有冒濫，遂停選送。雍正元年(1723年)，復從禮部尚書陳元龍之請，令學臣照例選拔送監。雍正五年(1727年)乃定，每六年選拔一次，選拔時不拘一、二等生員，凡考試時務、策論果有識見才幹者，平日品行優秀，亦許選拔。乾隆七年(1742年)改定為每十二年拔選一次，遂為永制。
由國子監題請下旨，行各省學政考選。府學2名，縣學1名。經學政考選後，送禮部，參加朝考。考取一、二等者，在保和殿複試。再考取一、二等者，或以七品小京官分部學習，或以知縣分發試用，其餘以教職或佐貳等官用。複試未經入選，及原考列三等者，送國子監肄業。文理荒謬者斥革。
拔贡的地位高於一般生员，介於生员到举人之间。拔贡作为贡生，无论籍贯，皆可参加顺天府乡试。现代研究者以上海县的拔贡为例，指拔贡出身的官员多为中下级官僚，处于高级文官和吏役之间。

## 歷科
- 初定为十二年一次，康熙三十六年至六十年停办。雍正五年（1727年）定为六年一次。乾隆七年（1742年），改为十二年一次。因逢酉年举办，故有“逢酉拔贡”之说[1]。
- 順治二年乙酉科（1645年）
- 順治四年丁亥科（1647年）
- 順治五年戊子科（1648年）
- 康熙十一年壬子科（1672年）
- 康熙十五年丙辰科（1676年）
- 康熙二十四年乙丑科（1685年）
- 康熙三十六年丁丑科（1697年）
- 雍正元年癸卯科（1723年）
- 雍正七年己酉科（1729年）
- 雍正十二年甲寅科（1734年）
- 乾隆五年癸酉科（1740年）
- 乾隆十八年癸酉科（1753年）
- 乾隆三十年乙酉科（1765年）
- 乾隆四十二年丁酉科（1777年）
- 乾隆五十四年己酉科（1789年）
- 嘉慶六年辛酉科（1801年）
- 嘉慶十八年癸酉科（1813年）
- 道光五年乙酉科（1825年）
- 道光十七年丁酉科（1837年）
- 道光二十九年己酉科（1849年）
- 咸豐十一年辛酉科（1861年）
- 同治十二年癸酉科（1873年）
- 光緒十一年乙酉科（1885年）
- 光緒二十三年丁酉科（1897年）
- 宣統元年己酉科（1909年），各省錄取名額例增一倍。清廷已于光绪三十一年（1905年）废除科举[1]。